# Association pariétale
L’association pariétale est le regroupement de faune invertébrée sur les parois à l'entrée des grottes. Cette occupation d'un biotope particulier a reçu son nom de René Jeannel en [Quand ?]. Vastement étudiée par les biospéologues de nombreux pays, l'association pariétale se caractérise par un grand nombre d'individus, de groupes divers mais constants représentés par peu de familles et de genres, cela tout au long de l'année avec des variations possibles dans la composition. L'association pariétale est observée où la lumière directe ne parvient pas, sur des parois généralement nues et humides.
Les espèces formant cette association sont des arthropodes, notamment des arachnides (opilions et araignées), des thysanoures et des insectes (coléoptères, hyménoptères, trichoptères, lépidoptères et diptères, orthoptères). Certaines espèces sont troglophiles mais la plupart sont de simples endogées trogloxènes réguliers.